# Bloxwich
Bloxwich är en ort i Storbritannien.   Den ligger i distriktet Walsall i grevskapet West Midlands i riksdelen England, i den södra delen av landet, 180 km nordväst om huvudstaden London. Bloxwich ligger 166 meter över havet och antalet invånare är 40 000.
Terrängen runt Bloxwich är huvudsakligen platt. Bloxwich ligger uppe på en höjd. Runt Bloxwich är det mycket tätbefolkat, med 2 711 invånare per kvadratkilometer. Närmaste större samhälle är Birmingham, 16,7 km söder om Bloxwich. Runt Bloxwich är det i huvudsak tätbebyggt.
Kustklimat råder i trakten. Årsmedeltemperaturen i trakten är 9 °C. Den varmaste månaden är juli, då medeltemperaturen är 20 °C, och den kallaste är december, med 0 °C.